# Fine et marc du Bugey

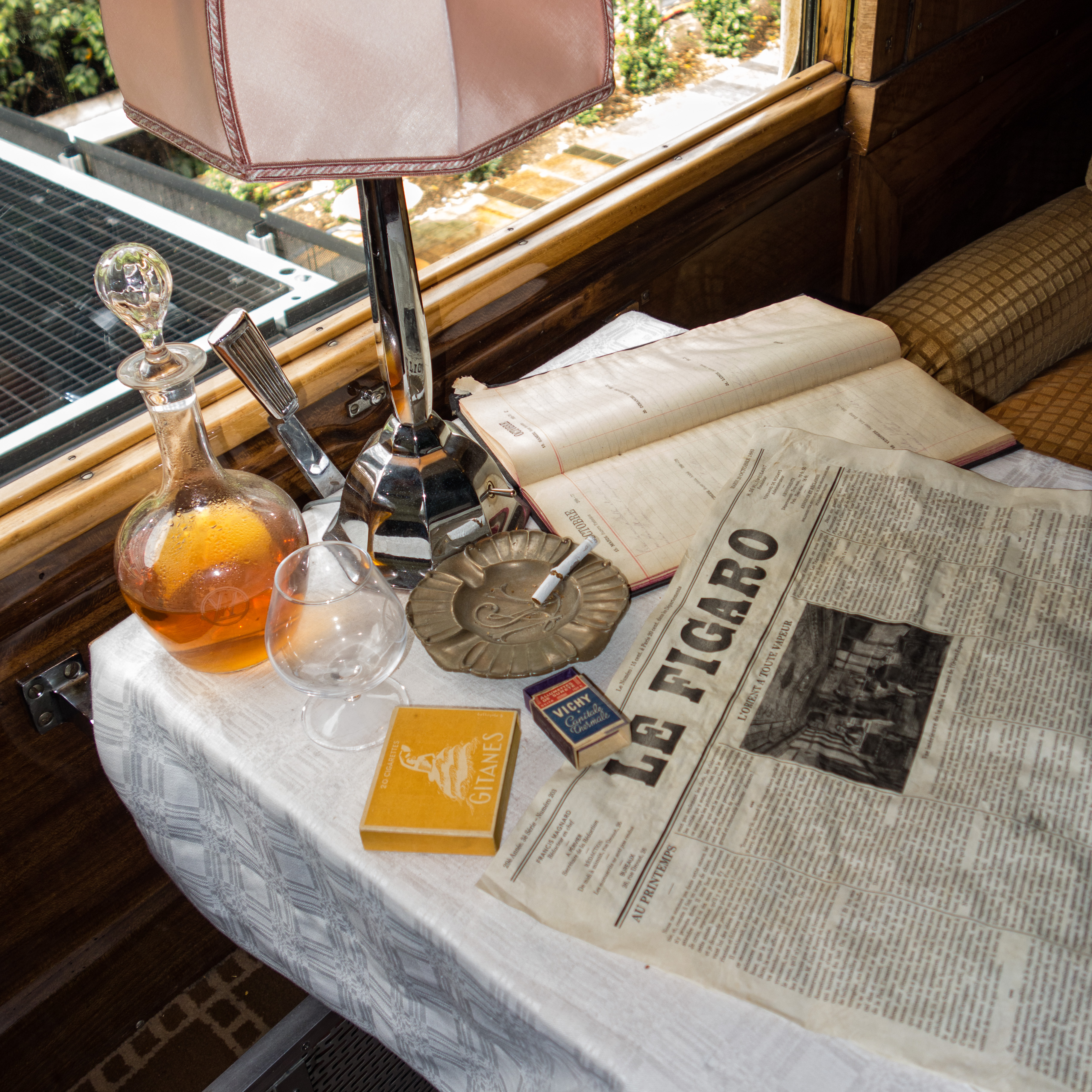
Fine du Bugey.

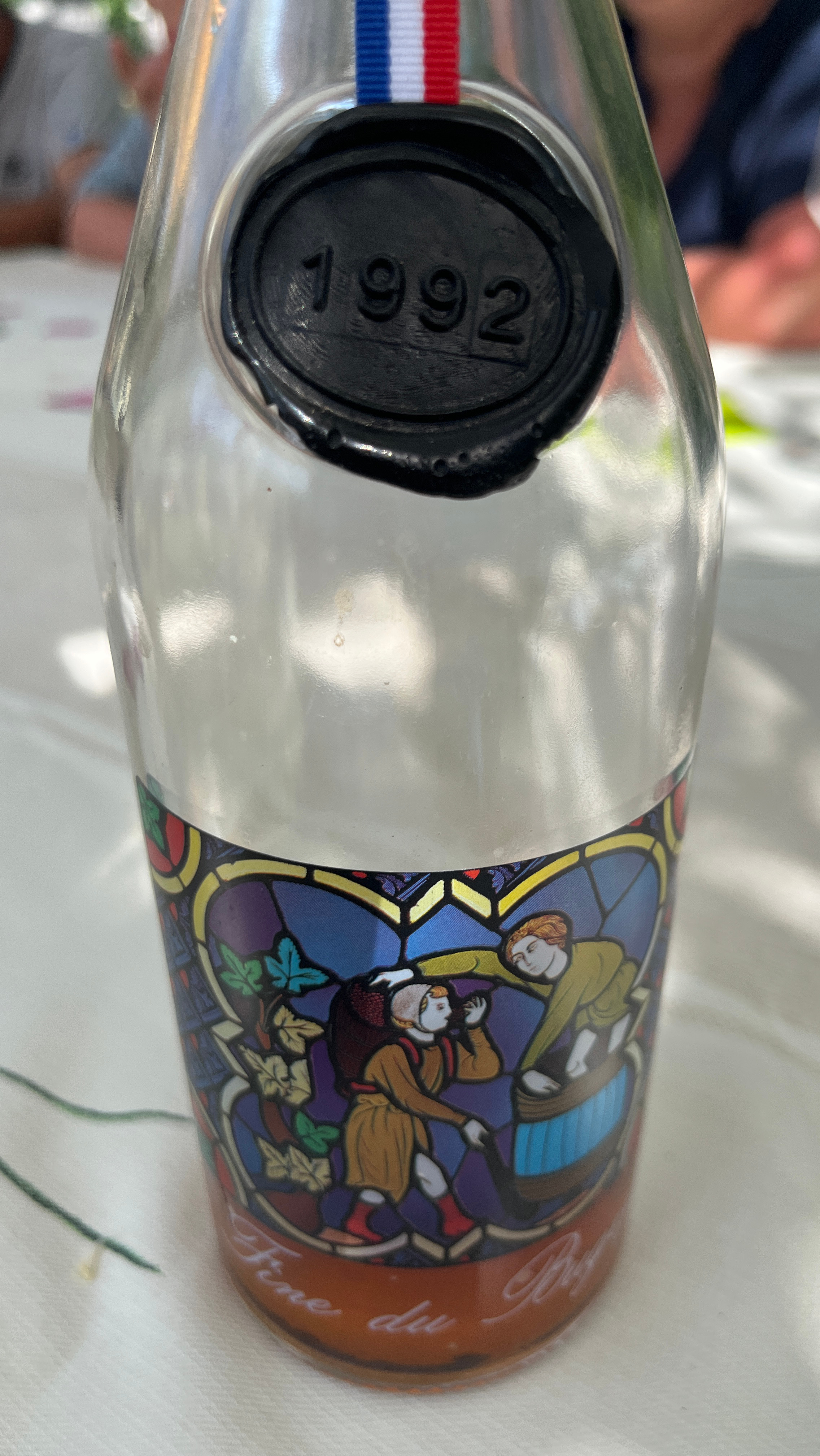
Bouteille de fine du Bugey de 1992.

La fine et le marc du Bugey sont respectivement une fine et un marc produits dans le Vignoble du Bugey.

## Histoire
Traditionnellement, l'hiver, le passage de l'alambic ambulant permettait dans chaque village de distiller vin, marc, cerises, et autres fruits du verger.
Depuis la loi de 1960, ce privilège de bouilleur de cru prit fin puisque ne pouvant plus se transmettre de père en fils. Face à cette interdiction, les producteurs bugistes s'organisèrent pour mettre en marché une production d'eau-de-vie de qualité. Ce qui permit au journal l'Ain Agricole de titrer en 1966 : « Premier de France : Le Marc du Bugey entre dans une ère nouvelle de son appellation et de sa réglementation ». En effet, à partir du 1er septembre 1970, les producteurs s'obligeaient à faire vieillir marc et fine « au moins 3 ans en récipients de bois avant d'être livré au consommateur. Une tradition qui devient une obligation. ».
La production de la fine du Bugey, sous cette appellation, date d'au moins 1987. Les deux productions, la fine et le marc, sont respectivement des indications géographiques protégées depuis janvier 2015,,.

## Zone de production
Département de l’Ain
Abergement-de-Varey, Ambérieu-en-Bugey, Ambléon, Ambronay, Ambutrix, Andert-etCondon, Anglefort, Aranc, Arandas, Arbignieu, Argis, Armix, Artemare, Belley, Belmont, Bénonces, Béon, Bettant, Blyes, Bohas-Meyriat-Rignat, Bolozon, Boyeux-Saint-Jérôme, Brégnier-Cordon, Brénaz, Brens, Briord, La Burbanche, Ceignes, Cerdon, Certines, Ceyzeriat, Ceyzérieu, Chaley, Challes-la-Montagne, Champagne-en-Valromey, Chanay, Charvornay, Château-Gaillard, Chazey-Bons, Chazey-sur-Ain, Cheignieu-la-Balme, Cize, Cleyzieu, Colomieu, Conand, Contrevoz, Conzieu, Corbonod, Corlier, Corvessiat, Cressin-Rochefort, Culoz, Cuzieu, Douvres, Druillat, Evosge, Flaxieu, Grand-Corent, Groslée, Hautecourt-Romaneche, Hostiaz, Hotonnes, Innimont, Izenave, Izieu, Jasseron, Journans, Jujurieux, Labalme, Lagnieu, Lantenay, Lavours, Leyment, Leyssard, Lhôpital, Lhuis, Lochieu, Lompnas, Loyettes, Magnieu, Marchamp, Marignieu, Massignieu-de-Rives, Mérignat, Montagnat, Montagnieu, Murs-et-Gélinieux, Nattages, Neuville-sur-Ain, Nivollet-Montgriffon, Nurieux-Volognat, Oncieu, Ordonnaz, Parves, Peyrieu, Pollieu, Poncin, Pont-d’Ain, Premeyzel, Prémillieu, Pugieu, Ramasse, Révonnas, Rossillon, Saint-Alban, Saint-Benoît, Saint-Bois, Saint-Champ, Saint-Denis-en-Bugey, Sainte-Julie, Saint-Just, Saint-Germain-les-Paroisses, Saint-Jean-le-Vieux, Saint-Martin-de-Bavel, Saint-Martin-du-Mont, Saint-Rambert-en-Bugey, Saint-Sorlin-en-Bugey, Saint-Vulbas, Sault-Brénaz, Seillonnaz, Serrières-de-Briord, Serrières-sur-Ain, Seyssel, Songieu, Sonthonnax-la-Montagne, Souclin, Surjoux, Sutrieu, Talissieu, Tenay, Thézillieu, Torcieu, Tossiat, La Tranclière, Vaux-en-Bugey, Vieu, Vieu-d’Izenave, Villebois, Villereversure, Virieu-le-Grand, Virieu-le-Petit, Virignin et Vongnes. 
Département de la Savoie
Champagneux, Chanaz, Chindrieux, Jongieux, La Balme, Lucey, Motz, Ruffieux, Saint-Genix-sur-Guiers, Serrières-en-Chautagne, Vions, Yenne. 
Département de la Haute-Savoie
Bassy, Seyssel.